# Françoisvaas

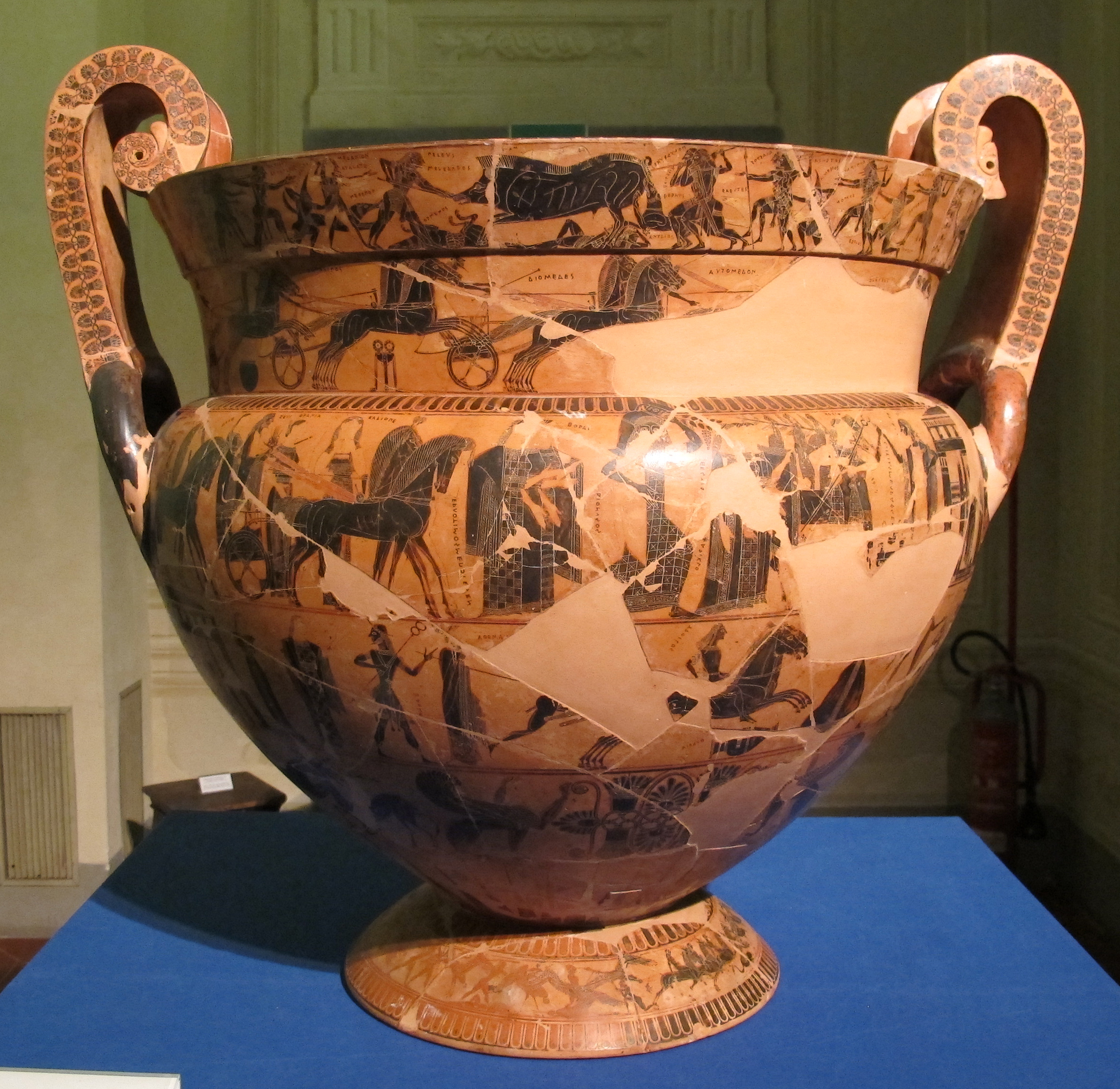

Françoisvaas of Françoiskratèr is de algemeen aanvaarde benaming voor een Oud-Griekse zwartfigurige vaas, daterend uit ca. 570 v.Chr. en daarmee de oudste die wij bezitten, die zich thans in het Museo Archeologico te Florence bevindt (nº 4209).
Deze zogenaamde volutenkrater, het werk van de pottenbakker Ergotimus en de schilder Clitias, is 66 cm hoog en heeft in het midden een omvang van 1,81 m. Hij werd in 1844 door Alessandro François in de necropolis van Fonte Rotella (nabij Chiusi) in vele scherven teruggevonden en zorgvuldig gerestaureerd. Op 9 september 1900 werd het kostbare stuk door een losgeslagen fanaticus stukgeslagen, waarna restauratie in de huidige toestand volgde.
De vaas vertoont in de vier bovenste horizontale banden (van boven naar onder):
- op zijde A:
  - de landing van Theseus op Kreta;
  - de strijd van de Lapithen en de Centauren;
  - de bruiloftstoet van Peleus en Thetis;
  - de terugkeer van Hephaestus naar de Olympus
- op zijde B:
  - de jacht op het Calydonische everzwijn;
  - de lijkspelen ter ere van Patroclus;
  - de bruiloftstoet van Peleus en Thetis (vervolg)
  - Troïlus achtervolgd door Achilles.

De vijfde band geeft taferelen uit de (fabel)dieren- en plantenwereld weer, terwijl op de voet een gevecht tussen Pygmeeën en kraanvogels is afgebeeld.
Bij meer dan 120 figuren staat de naam vermeld.
De Françoisvaas geldt als een meesterwerk van de Attische vazenschilderkunst der hoog-archaïsche periode.